# Eduard Dietl

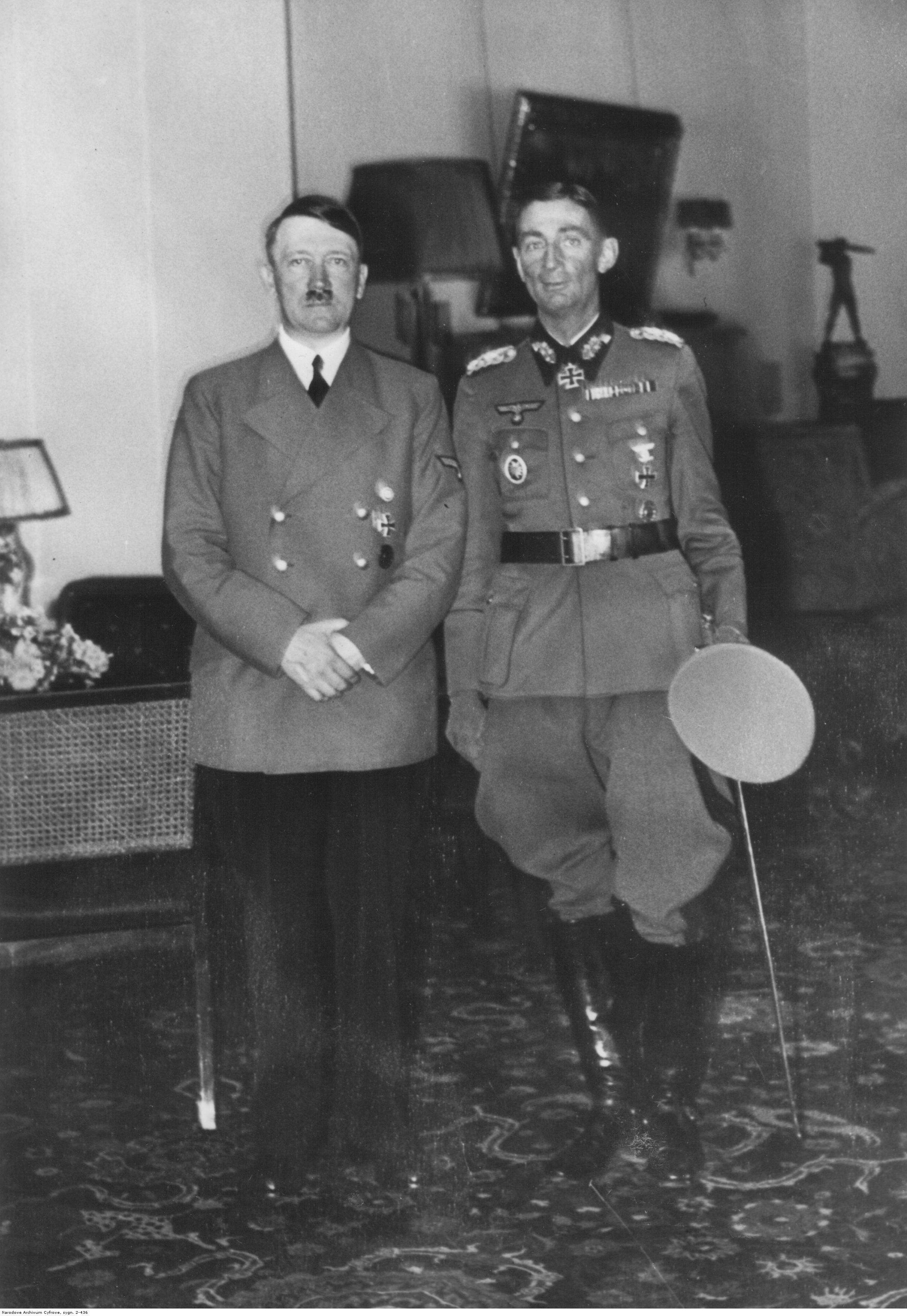
Hitler en Dietl 20 juli 1940

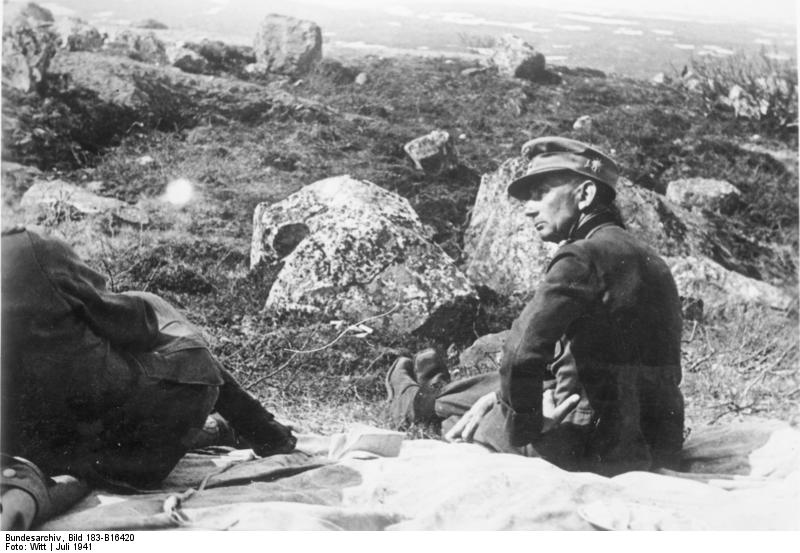
Dietl in juli 1941 in de Sovjet-Unie

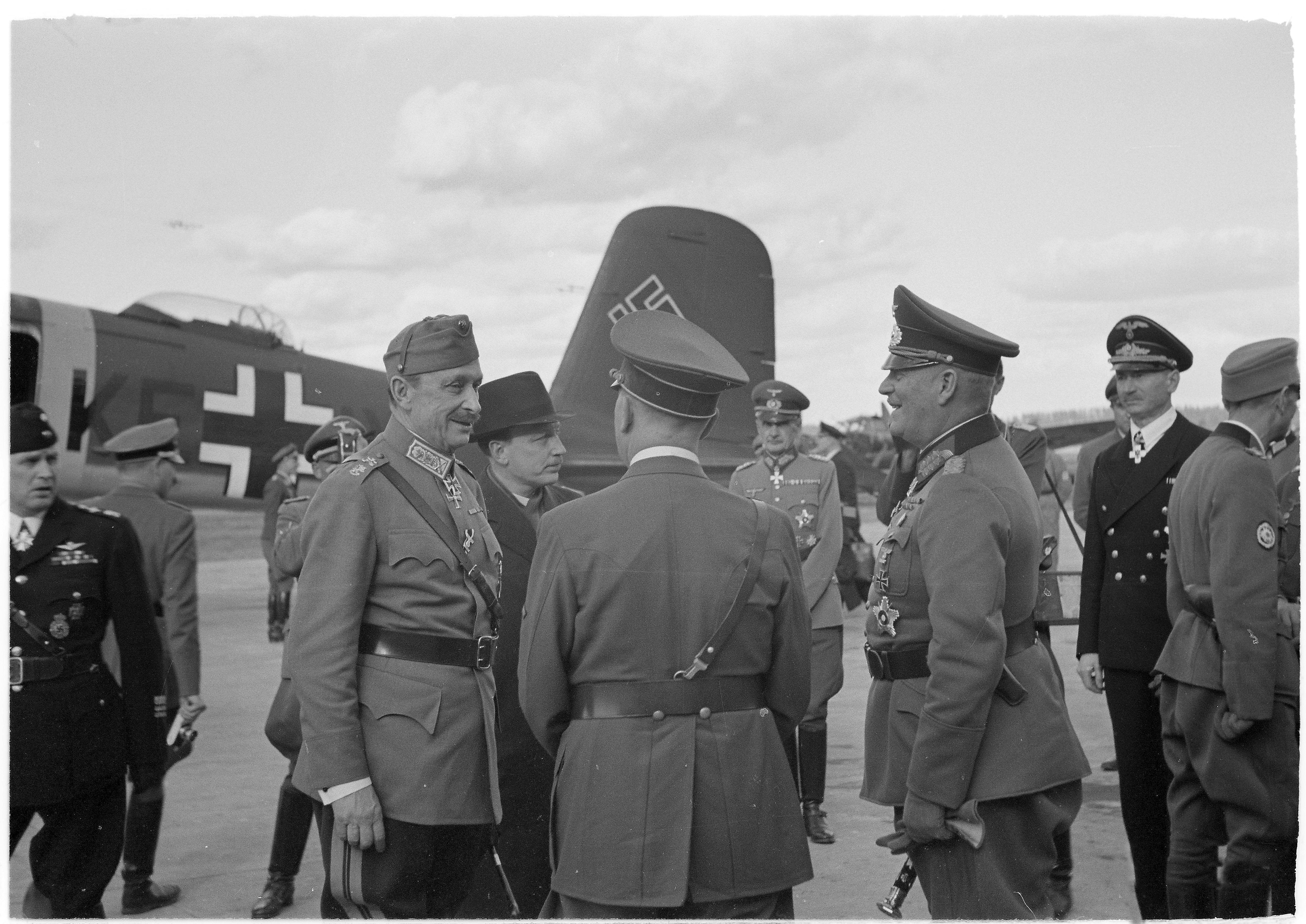
Dietl en Hitler op 4 juni 1942 te Imola voor de 75e verjaardag van Mannerheim

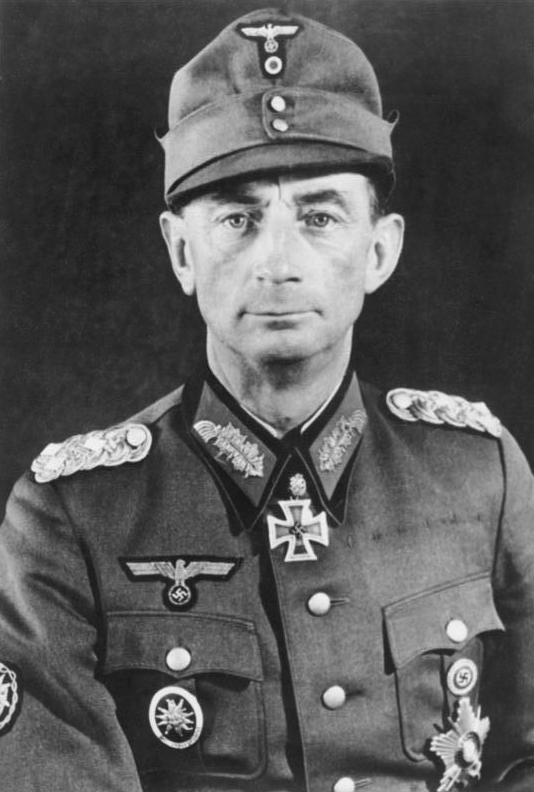
Eduard Dietl in april 1943

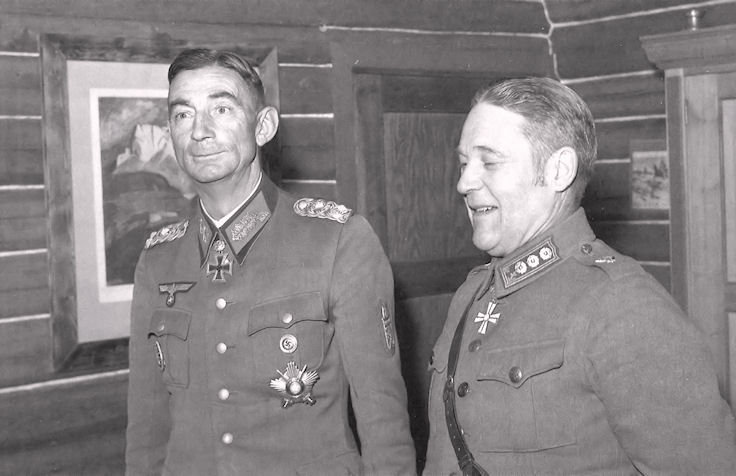
Eduard Dietl (links) met Oiva Willamo te Finland in 1943

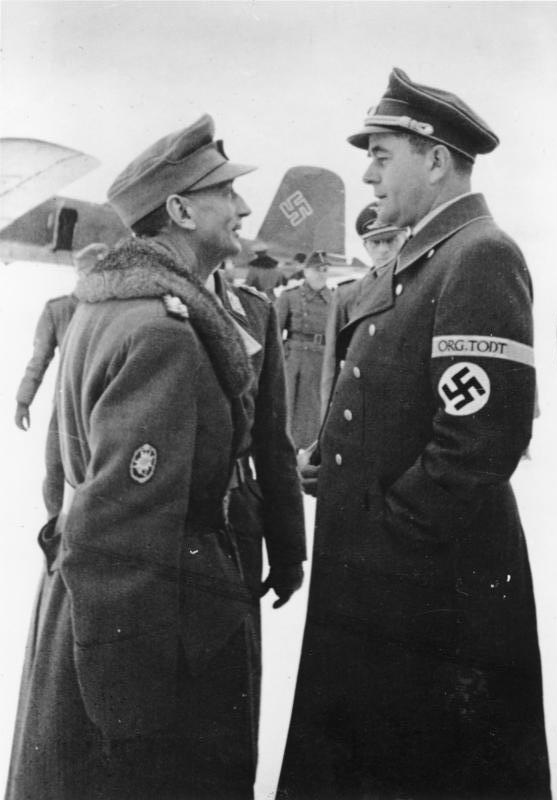
Eduard Dietl links met Albert Speer van Organisation Todt in februari 1944

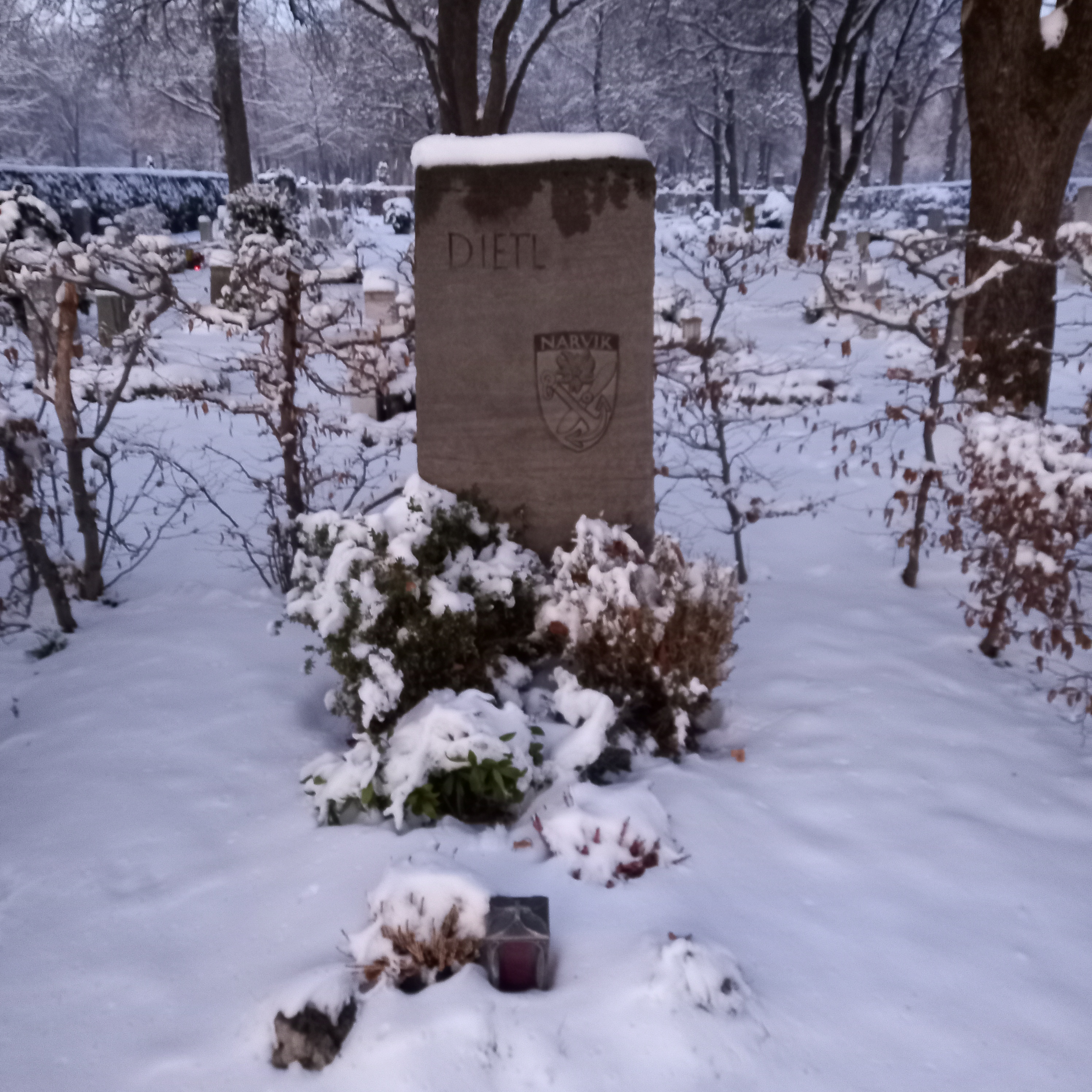
Het graf van Dietl

Eduard Wohlrath Christian Dietl (Bad Aibling, 21 juli 1890 – Waldbach (Steiermark), 23 juni 1944) was een Duits generaal tijdens de Tweede Wereldoorlog, die Narvik innam.

## Opleiding
Eduard Dietl sloot in 1909 zijn middelbaar onderwijs af aan het gymnasium te Rosenheim. Hij nam op 1 oktober 1909 als korporaal dienst bij het Königlich Bayerisches 5. Infanterie-Regiment "Großherzog Ernst Ludwig von Hessen" van het Beiers leger te Bamberg.
Van oktober 1910 tot augustus 1911 studeerde hij aan de militaire academie te München.
Op 26 oktober 1911 werd hij luitenant.
Vanaf oktober 1911 leidde hij de machinegeweer-compagnie van het 5e regiment infanterie. In augustus 1914 was hij adjudant van het 1e bataljon.

## Eerste Wereldoorlog
In de Eerste Wereldoorlog vocht hij aan het Westfront. Op 16 september 1914 ontving hij het IJzeren Kruis 2e klasse. In oktober 1914 raakte hij gewond. In januari 1915 kwam hij bij het reservebataljon van het Königlich Bayerisches 1. Infanterie-Regiment "König". In maart 1915 kwam hij bij het reservebataljon van het 5e regiment infanterie. Daarna diende hij als adjudant van het 1e bataljon aan het front.
Op 9 juli 1915 werd hij eerste luitenant. Op 3 september 1916 ontving hij het IJzeren Kruis 1e klasse. In november 1916 werd hij als tweede adjudant naar de 7e koninklijke Beierse infanteriebrigade gestuurd. In oktober 1917 werd hij adjudant van het 5e regiment infanterie en in december 1917 van de 7e brigade infanterie. In oktober 1918 raakte hij opnieuw gewond.

## Interbellum
In februari 1919 was Dietl weer bij het 5e regiment infanterie. In april 1919 leidde hij een compagnie van het Vrijkorps Epp. In mei 1919 wierp hij mee de Münchense Radenrepubliek omver.
Het Vrijkorps Epp ging op in de voorlopige Reichswehr van de Weimarrepubliek en Dietl werd op 19 augustus 1919 kapitein.
Dietl beval Adolf Hitler aan bij Karl Mayr als instructeur bij Gruppenkommando 4 van de Reichswehr, zoals Hitler zelf aanhaalde in zijn grafrede voor Dietl.
Dietl was lid nummer 524 (de telling begon bij 501) van de Duitse Arbeiderspartij.
In hetzelfde jaar trad hij terug uit de partij omdat hij naar eigen zeggen als officier in dienst geen partijlid kon zijn. Hij hield contact met Hitler en de partij. 
In september 1920 kreeg Dietl het bevel over de 1e Compagnie van de 3e bataljon van de Gebirgstruppe van het 19e Beiers regiment infanterie van de Reichswehr.
In 1920 bij de Kapp-putsch zou hij de officieren te München leiden, maar het kwam zo ver niet.
Nadat de geallieerden het Rijnland bezetten wegens uitblijvende herstelbetalingen zou Dietl een bataljon vormen van zijn compagnie samen met twee compagnieën van de Hermannsbund en een compagnie van de Sturmabteilung. Vanaf de lente van 1923 leidde Dietl de Sturmabteilung van München militair op.
De avond van 8 november 1923 zou hij een nachtoefening leiden. Hij weigerde zijn eenheid van de Reichswehr in te zetten tegen de Bierkellerputsch. Het regiment betichtte Dietl van insubordinatie, maar hij ging vrijuit bij gebrek aan bewijs dat een formeel bevel was gegeven.
Dietl werd wel overgeplaatst naar het oefenterrein te Ohrdruf.
In april 1924 werd Dietl inspecteur en instructeur tactiek aan de infanterieschool van de Reichswehr te München. Van oktober 1924 tot maart 1925 en van oktober 1925 tot maart 1926 was hij bij het 19e regiment infanterie.
In 1926 huwde hij Gerda-Luise Hannicke  en ze kregen vier kinderen.
In oktober 1928 kwam hij bij de staf van het 3e bataljon van het 19e regiment infanterie. Op 1 februari 1930 werd Dietl majoor. In februari 1931 kreeg hij het bevel over het 3e bataljon van het 19e regiment infanterie.
Van 1930 tot 1 april 1931 volgde hij met vrucht de eerste Duitse opleiding tot berggids van het leger.
Vanaf april 1934 behoorde hij tot de staf van het 19e regiment infanterie.
In november 1934 kreeg Dietl het bevel over het 20e regiment infanterie te Regensburg.
Op 1 januari 1935 werd Dietl kolonel.
In oktober 1935 kreeg hij het bevel over het 99e regiment Gebirgsjäger te Füssen. 
Hij organiseerde de Olympische Winterspelen 1936 te Garmisch-Partenkirchen.
Op 1 april 1938 werd Dietl generaal-majoor.
In mei 1938 kreeg hij het bevel over de 3e bergdivisie te Graz.
In 1938 trok hij daarmee Sudetenland binnen.

## Tweede Wereldoorlog
Met de 3e bergdivisie nam hij in 1939 deel aan de Poolse Veldtocht.
Op 1 april 1940 werd hij Luitenant-generaal.
Hitler droeg hem persoonlijk op om binnen Operatie Weserübung de strategisch belangrijke haven Narvik te bezetten. Op 9 april 1940 brachten tien torpedobootjagers van de Kriegsmarine hem met zijn 2000 man naar Narvik. Die vochten samen met 2500 matrozen drie maanden in de Slag om Narvik tegen 25000 geallieerden, tot de Slag om Frankrijk in juni de geallieerden dwong hun troepen naar Frankrijk verplaatsen. Dietl werd Held van Narvik.
Op 9 mei 1940 kreeg Dietl het Ridderkruis bij het IJzeren Kruis.
Op 15 juni kreeg hij het bevel over het 19e Bergkorps. 
Op 19 juli 1940 bevorderde Hitler hem tot Generaal der Infanterie, later Generaal der Bergtroepen en hij ontving als eerste officier van de Wehrmacht het eikenloof bij zijn Ridderkruis.
Tijdens Operatie Silberfuchs stak Dietl de grens van Finland naar de Sovjet-Unie over aan de Noordelijke IJszee om de strategisch belangrijke nikkelmijnen van Petsamo veilig te stellen. Ter voorbereiding had hij vermomd als houthakker met gewone burgers door het gebied getrokken om zich vertrouwd te maken met het terrein.
Meerdere offensieven aan de rivier Litsa faalden en hij kon de strategisch belangrijke spoorlijn van de havenstad Moermansk naar het binnenland van de Sovjet-Unie niet afsnijden.
Dietl leidde vanaf 4 juni 1941 de Armee Finland, die op 14 januari 1942 de Armee Lappland werd en op 22 juni 1942 het 20e Bergleger.
Op 4 juni 1942 reisde Hitler naar Finland voor de 75e verjaardag van de Finse opperbevelhebber  Carl Gustaf Emil Mannerheim en hij bevorderde Dietl tot Kolonel-generaal. Dietl sprak toen:

Wij moeten uit diepste overtuiging in onze opperbevelhebber geloven en met heilige geestdrift de opgave vervullen die de Führer aan de Wehrmacht gesteld heeft: de eindoverwinning bewerkstelligen.

Toen Goebbels na de verloren Slag om Stalingrad op 18 februari 1943 in het Berliner Sportpalast zijn rede over de totale oorlog afstak, zond Dietl hem een telegram met 
```
Onbeperkte sympathie van het front.
```

Op 23 augustus 1943 werd Dietl het 9.624.401e lid van de NSDAP.
Bij de 20e verjaardag van de Bierkellerputsch zei Dietl op 9 november 1943:

Het Duitse volk herdenkt op 9 november de dag, dat de Führer het grote waagstuk ondernam om met een handvol besluitvaardige mannen de leiding van het rijk naar zich toe te trekken en daarmee het Duitse lot beslissend ten goede te keren.

In het midden van de gebeurtenis stond de toespraak van Dietl op de trappen van de Feldherrnhalle te München:

De frontsoldaat weet, dat het om de strijd om het lot van het Duitse volk gaat, dat de Joden van de hele wereld zich verenigd hebben om Duitsland en Europa te vernietigen. De oorlog is de onverbiddelijke zuiveraar van de voorziening. Ik verklaar feestelijk: ik geloof in de Führer!

Op 23 december 1943 verbood Dietl met order BA-MA RH 20-20 / 185: Oberkommando der 20. Gebirgsarmee IIa Nr. 1234 / 42 Duitse soldaten om met Noorse vrouwen te trouwen.

Het gaat om echt minderwaardige vertegenwoordigsters van buurvolkeren en een ras van kreupelhout. In het thuisland wachten honderdduizenden frisse Duitse meisjes en spijtig genoeg ook talrijke jonge weduwen van strijders op onze naar huis kerende soldaten.

Op 23 juni 1944 vergaderde Dietl met Hitler op het Berghof.
Dietl stelde voor om met zijn 20e Bergleger in Finland en Noorwegen het Oostfront te versterken door zuidwaarts een weg te banen door Finland in plaats van Operatie Birke met evacuatie naar het noorden over zee, en Hitler liep kwaad weg. Op de terugvlucht stortte de Junkers Ju 52/3m van Dietl op de Steiermarkse flank van de berg Wechsel te Waldbach-Breitenbrunn neer. Samen met Dietl stierven de generaals Karl Eglseer, Franz Rossi en Thomas-Emil von Wickede. Zijn dood werd een week geheim gehouden vanwege de lopende onderhandelingen met Finland over een mogelijke wapenstilstand met de Sovjet-Unie.
Hitler sprak de grafrede uit en heel het leger luisterde op de radio.
Hitler noemde Dietl een 

dierbare en trouwe vriend, die altijd nationaalsocialist gebleven was, niet voor de vorm maar uit wil, uit overtuiging en uit het hart.

Hitler schreef in het dagorder van de Wehrmacht op 1 juli 1944:

als fanatiek nationaalsocialist heeft kolonel-generaal Dietl zich vanaf het begin van de strijd van onze beweging persoonlijk in onwankelbare trouw met hartstochtelijk geloof voor het Grootduitse rijk ingezet.

Op 1 juli 1944 ontving Dietl postuum de zwaarden bij zijn Ridderkruis.
De 139e Gebirgsjägerbrigade 139 kreeg de naam "Generaloberst Dietl". 
Dietl werd op het Nordfriedhof te München bijgezet. Zijn grafsteen vermeld enkel zijn familienaam en het Narvikschild.